# Bảo tàng Cieszyn Silesia
Bảo tàng Cieszyn Silesia (tiếng Ba Lan: Muzeum Śląska Cieszyńskiego) là một trong những bảo tàng công cộng lâu đời nhất ở Trung Âu và là bảo tàng công cộng lâu đời nhất ở Ba Lan. Bảo tàng Cieszyn Silesia tọa lạc tại số 6 Phố T. Regera, Cieszyn, Ba Lan.

## Lược sử hình thành[1]
Bảo tàng Cieszyn Silesia được thành lập theo sáng kiến của Cha Leopold Jan Szersznik vào năm 1802.
Năm 1805, Hoàng đế Francis I chiêu đãi các đồng minh tại Cung điện của Bá tước Larisch ở Cieszyn. Vào thời điểm đó, Hội trường Ai Cập của Cung điện là nơi tổ chức các buổi hòa nhạc và vũ hội cho khách. Năm 1809, Cung điện trở thành nơi ở của Hoàng tử Albert Sasko-Cieszyński, và sau đó là nơi ở của Charles Ludwik Habsburg. Năm 1817, Cung điện lại được Hoàng đế Francis I viếng thăm. Mười bốn năm sau, Cung điện được bán cho Bá tước Philip Louis Saint Genois d'Anneaucourt. Ông đã tài trợ cho việc xây dựng cánh thứ ba của Cung điện gồm một phòng khiêu vũ gọi là Hội trường La Mã vào năm 1839. Năm sau, Cung điện được luật sư Antoni Demel mua lại, và từ thời điểm đó, Cung điện được gọi là Nhà Demel. Nhà Demel được bán cho thành phố vào năm 1918 và trở thành trụ sở của Bảo tàng Cieszyn Silesia vào ngày 21 tháng 6 năm 1931.

Năm 1942, một trận hỏa hoạn xảy ra trong Hội trường La Mã của Bảo tàng, thiêu rụi toàn bộ mái và làm hư hỏng nội thất của tầng hai. Từ ngày 24 tháng 1 năm 1966, Bảo tàng đóng cửa để cải tạo, và mở cửa trở lại vào ngày 1 tháng 5 năm 1969. Từ năm 1983, Bảo tàng tiếp tục được cải tạo cho phù hợp với nhu cầu của một viện bảo tàng hiện đại. Bảo tàng khôi phục hoạt động vào năm 2002. 

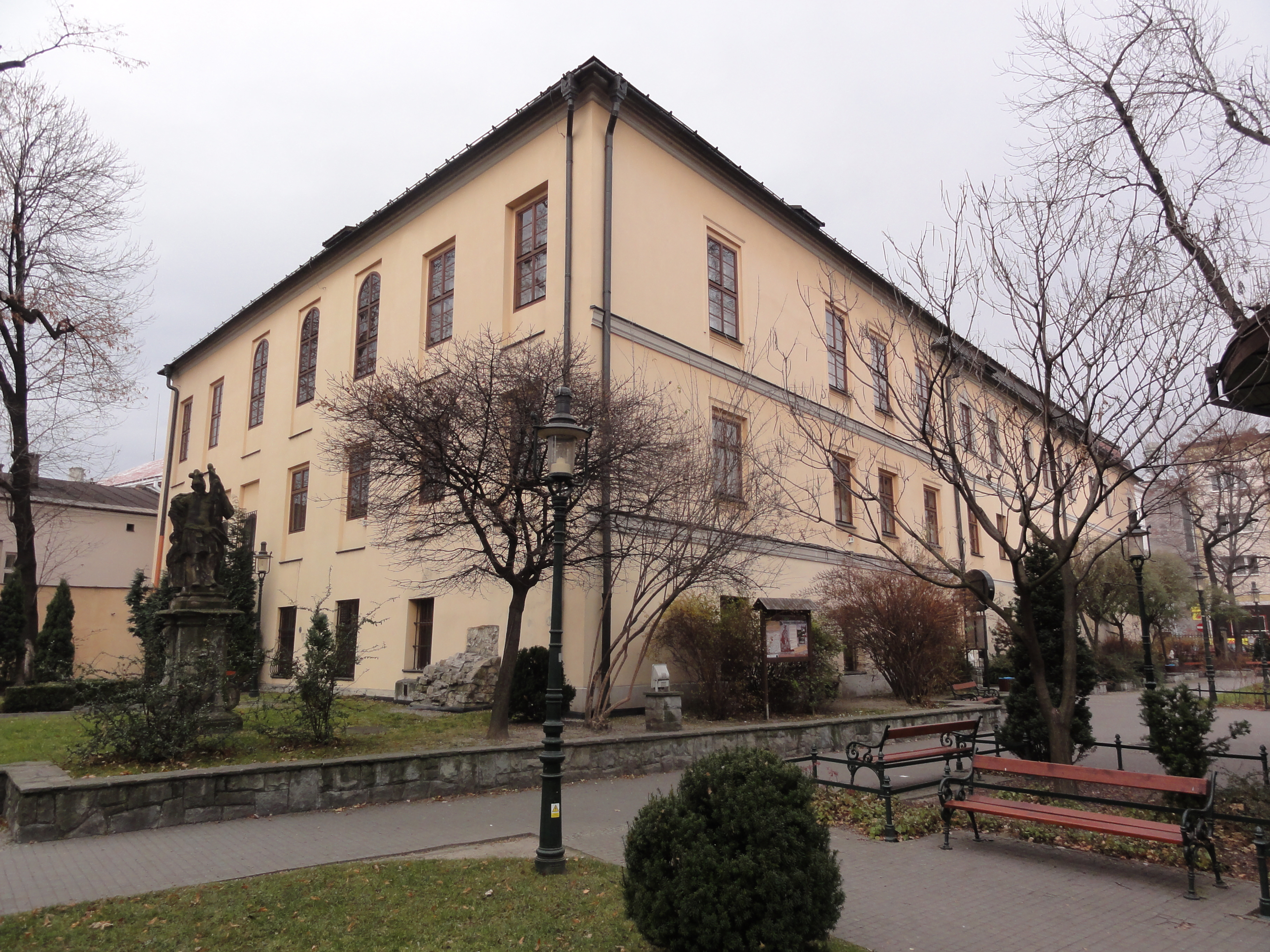
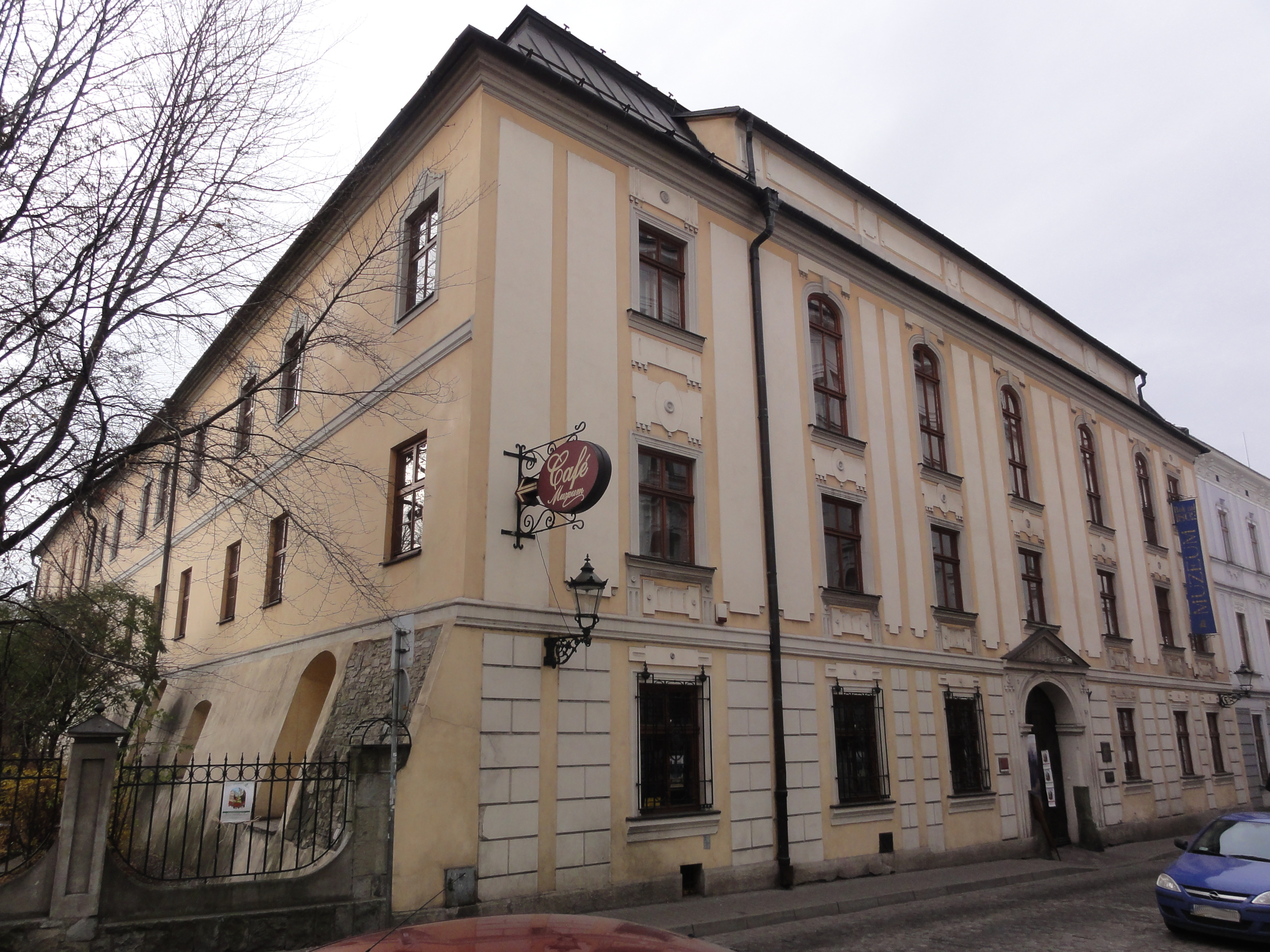
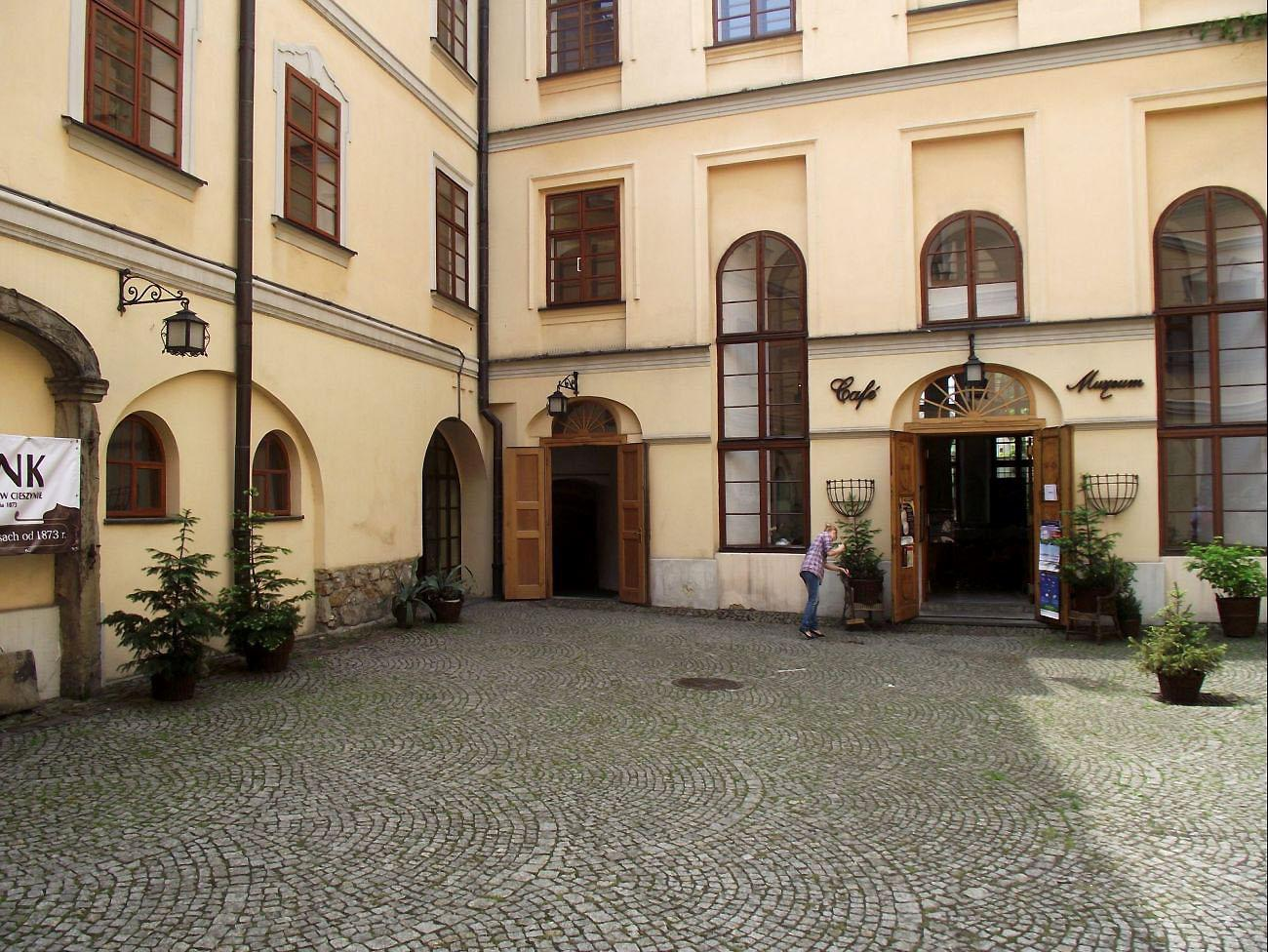

## Các chi nhánh của Bảo tàng Cieszyn Silesia
- Bảo tàng Zofia Kossak-Szatkowska ở Górki Wielkie
- Bảo tàng Gustaw Morcinek ở Skoczów
- Bảo tàng Andrzej Podżorski Beskid ở Wisła

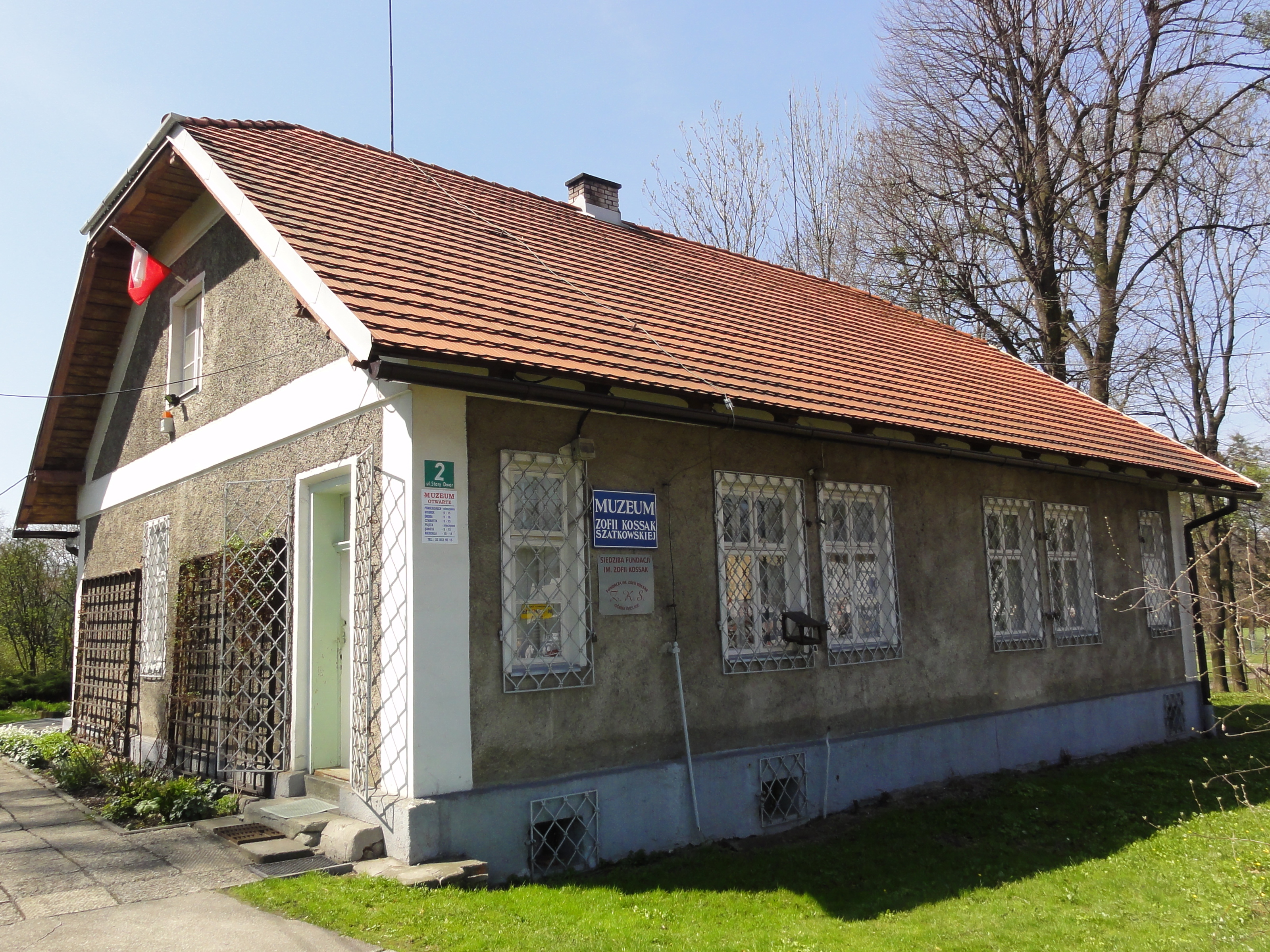
Bảo tàng Zofia Kossak-Szatkowska ở Górki Wielkie
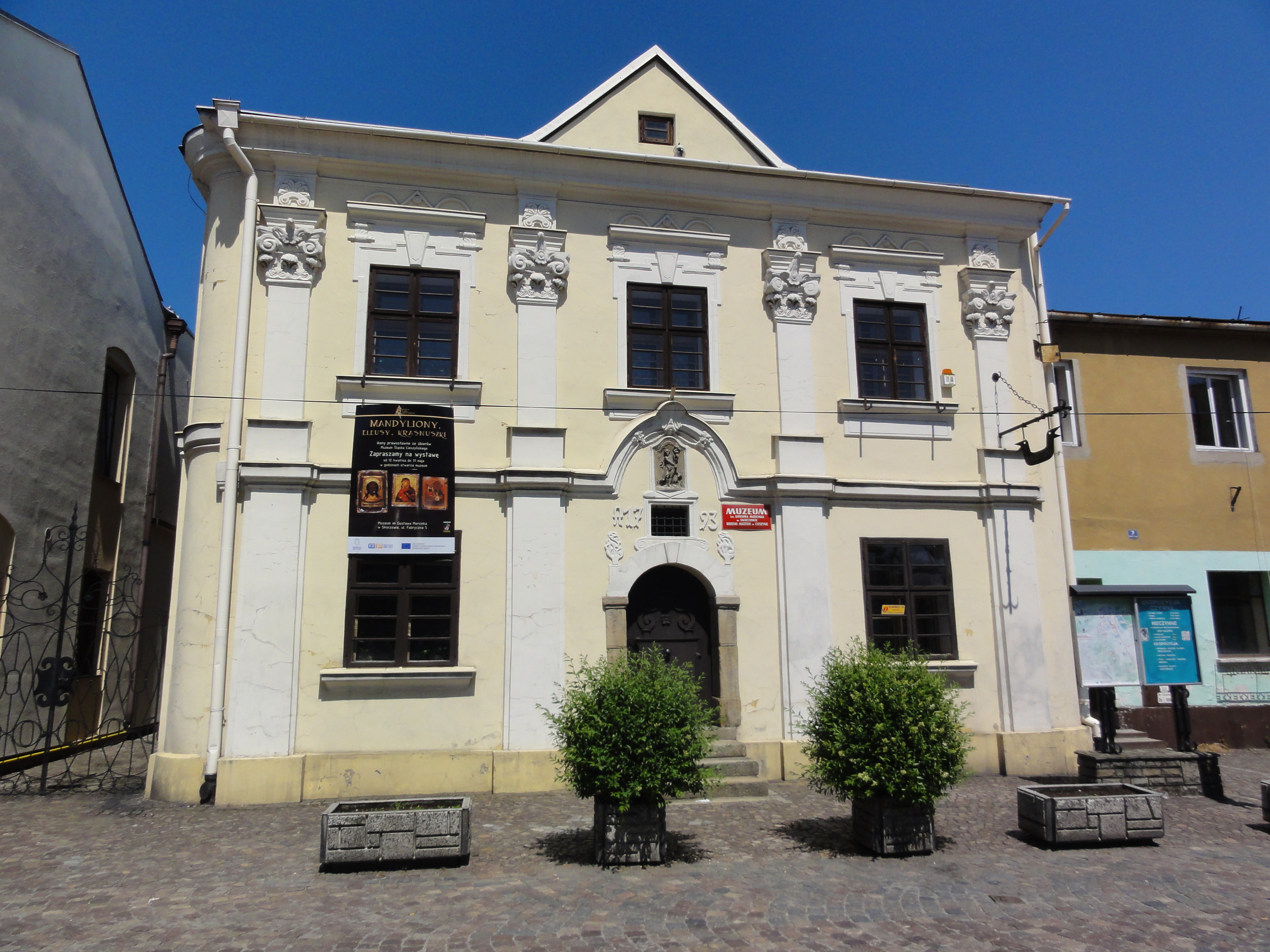
Bảo tàng Gustaw Morcinek ở Skoczów
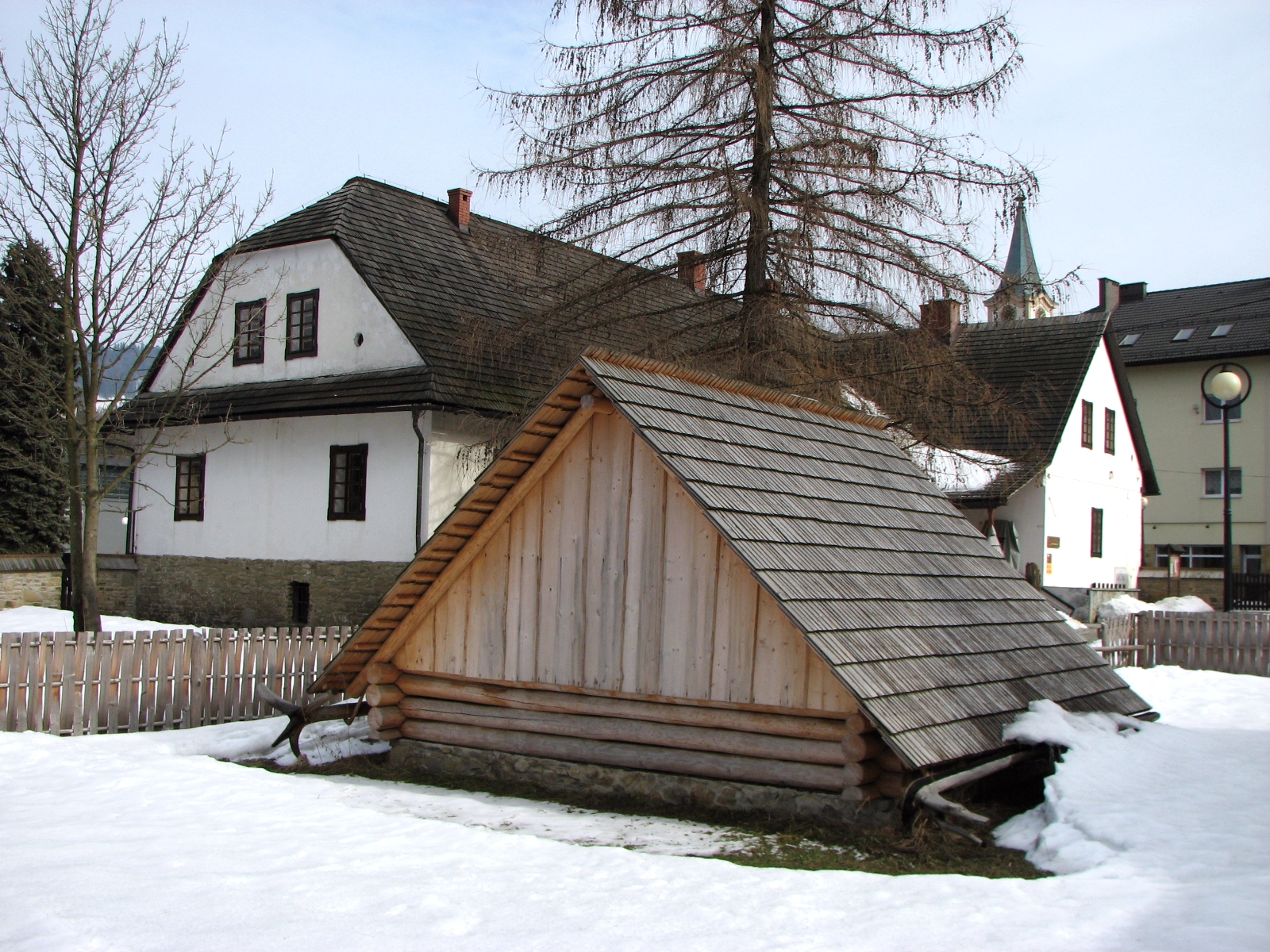
Bảo tàng Andrzej Podżorski Beskid ở Wisła